# Helga Vieira
Helga Vieira (sinh ngày 8 tháng 7 năm 1980) là một tay vợt nữ người Anh.
Vieira đã giành được hai danh hiệu đĩa đơn trong chuyến lưu diễn của ITF trong sự nghiệp của mình. Vào ngày 16 tháng 7 năm 2001, cô đã đạt được thứ hạng đơn tốt nhất thế giới số 371. Vào ngày 25 tháng 6 năm 2001, cô đạt đỉnh 394 thế giới trong bảng xếp hạng đôi.
Năm 2000, cô tham gia đội bóng Fed Cup Vieira Bồ Đào Nha. Chơi cho Bồ Đào Nha ở Fed Cup, Vieira có thành tích W/L là 2-1.

## Chung kết ITF (2-2)

### Đơn (2-1)
| Huyền thoại        |
| ------------------ |
| Giải đấu $ 100.000 |
| Giải đấu $ 75.000  |
| Giải đấu $ 50.000  |
| Giải đấu $ 25.000  |
| Giải đấu $ 10.000  |

| Chung kết theo mặt sân |
| ---------------------- |
| Cứng (1-0)             |
| Đất nện (1-1)          |
| Cỏ (0-0)               |
| Thảm (0-0)             |

| Kết quả           | Ngày                     | Giải đấu               | Mặt sân | Đối thủ                                      | Tỉ số                       |
| ----------------- | ------------------------ | ---------------------- | ------- | -------------------------------------------- | --------------------------- |
| Á hậu             | 14 tháng 9 năm 1998      | La Paz, Bôlivia        | Đất nện | liên_kết=\|viền Laura Bernal                 | 4 trận6, 2 trận6            |
| Người chiến thắng | Ngày 31 tháng 7 năm 2000 | Guayaquil, Ecuador     | Đất nện | liên_kết=\|viền Gabriela Voleková            | 6 trận1, 7 trận6 ( 7 trận5) |
| Người chiến thắng | 16 tháng 4 năm 2001      | Belo Horizonte, Brazil | Cứng    | liên_kết=\|viền Ana Lucía Migliarini de León | 6 trận4, 5 trận7, 6 trận3   |

### Đôi (0-1)
| Huyền thoại        |
| ------------------ |
| Giải đấu $ 100.000 |
| Giải đấu $ 75.000  |
| Giải đấu $ 50.000  |
| Giải đấu $ 25.000  |
| Giải đấu $ 10.000  |

| Chung kết theo mặt sân |
| ---------------------- |
| Cứng (0-0)             |
| Đất nện (0-1)          |
| Cỏ (0-0)               |
| Thảm (0-0)             |

| Kết quả | Ngày                | Giải đấu        | Mặt sân | Đồng đội                         | Đối thủ                                                          | Tỉ số            |
| ------- | ------------------- | --------------- | ------- | -------------------------------- | ---------------------------------------------------------------- | ---------------- |
| Á hậu   | 23 tháng 8 năm 1999 | La Paz, Bôlivia | Đất nện | liên_kết=\|viền Ana Paula Novaes | liên_kết=\|viền Melisa Arevalo </br>liên_kết=\|viền Mariana Mesa | 1 trận6, 4 trận6 |

## Tham dự Fed Cup

### Đơn (1-1)
| Phiên bản                               | Vòng | Ngày                     | Với                     | Mặt sân | Đối thủ           | W / L | Kết quả          |
| --------------------------------------- | ---- | ------------------------ | ----------------------- | ------- | ----------------- | ----- | ---------------- |
| ↓ Đại diện liên_kết=\|viền Bồ Đào Nha ↓ |      |                          |                         |         |                   |       |                  |
| 2000 Châu Âu / Châu Phi Nhóm II         | RR   | 28 tháng 3 năm 2000      | liên_kết=\|viền Lesotho | Đất nện | Mamotebang Molise | W     | 6 trận1, 6 trận0 |
| 2000 Châu Âu / Châu Phi Nhóm II         | RR   | Ngày 31 tháng 3 năm 2000 | liên_kết=\|viền Algérie | Đất nện | Sihem Ben Youcef  | L     | 4 trận6, 3 trận6 |

### Đôi (1-0)
| Phiên bản                               | Vòng | Ngày                | Đồng đội         | Với                        | Mặt sân | Đối thủ                                                                                                   | W / L | Kết quả          |
| --------------------------------------- | ---- | ------------------- | ---------------- | -------------------------- | ------- | --- | ----- | ---------------- |
| ↓ Đại diện liên_kết=\|viền Bồ Đào Nha ↓ |      |                     |                  |                            |         | |       |                  |
| 2000 Châu Âu / Châu Phi Nhóm II         | RR   | 29 tháng 3 năm 2000 | Cristina Correia | liên_kết=\|viền Madagascar | Đất nện | Valisoa Rafolomanantsiatosika Solange Rasoarivelo </br> Valisoa Rafolomanantsiatosika Solange Rasoarivelo | W     | 6 trận1, 6 trận2 |

## Chung kết ITF
| Grand Slam  |
| Loại GA     |
| Loại G1     |
| Loại G2     |
| Danh mục G3 |
| Hạng mục G4 |
| Loại G5     |

### Chung kết đơn (0-1)
| Kết quả        | Số | Ngày                | Giải đấu                | Mặt sân | Đối thủ                            | Kết quả |
| -------------- | -- | ------------------- | ----------------------- | ------- | ---------------------------------- | ------- |
| Người chạy lên | 1. | 20 tháng 9 năm 1997 | Cảng Washington, Hoa Kỳ | Cứng    | liên_kết=\|viền Kavitha KRnamurthy | 3-6 2-6 |

### Trận chung kết đôi (2-2)
| Kết quả           | Số | Ngày                    | Giải đấu           | Mặt sân | Đồng đội                         | Đối thủ trong trận chung kết                                       | Kết quả trong trận chung kết |
| Người chạy lên    | 1. | 17 tháng 2 năm 1997     | Yamunanagar, Ấn Độ | Cứng    | liên_kết=\|viền Thánh nữ         | liên_kết=\|viền Mabel Áp-ra-ham </br>liên_kết=\|viền Khan Khan     | 5-7 1-6                      |
| Người chiến thắng | 2. | 19 tháng 4 năm 1997     | Bat Yam, Israel    | Cứng    | liên_kết=\|viền Nadia Petrova    | liên_kết=\|viền Louise Lilleso </br>liên_kết=\|viền Rikke Faurfelt | 7-6 5-7 6-2                  |
| Người chiến thắng | 3. | 03 tháng 8 năm 1997     | Porto, Bồ Đào Nha  | Đất nện | liên_kết=\|viền Cristina Correia | liên_kết=\|viền Mhairi Brown </br>liên_kết=\|viền Con dấu Claire   | 7-6 7-6                      |
| Người chạy lên    | 4. | Ngày 9 tháng 7 năm 1998 | Davos, Thụy Sĩ     | Đất nện | liên_kết=\|viền Khan Khan        | liên_kết=\|viền Eva Dyrberg </br>liên_kết=\|viền Rikke Faurfelt    | 5-7 6-3 2-6                  |